# Virgin Music Brasil
Virgin Music Brasil é a distribuidora brasileira da gravadora Britânica Virgin Records e uma subsidiária do Virgin Music Group e da Universal Music Brasil, lançada em 12 de julho de 2021. Anteriormente Virgin Music esteve no Brasil até 1999 como Virgin Records Brasil, uma subsidiária da EMI Music Brasil.

## História
A Universal Music Group lançou no dia 12 de julho de 2021, o lançamento oficial da Virgin Music Brasil em parceria com a agência WorkShow, considera um dos maiores "players" no mercado musical brasileiro. Tendo já sido anunciada em março de 2021 pela Universal, a Virgin se concentrará em apoiar a próxima geração de talentos, selos, influenciadores e empreendedores de artistas independentes brasileiros, com uma inovação disruptiva e os melhores serviços do mercado, assegurando sucesso global para todo o seu casting. O primeiro grande acordo deste potente movimento é protagonizado pela popular dupla de música sertaneja Henrique & Juliano que faz parte do cast da WorkShow e acumula mais de 13,2 milhões de inscritos em seu canal do YouTube, além de mais de 5,5 milhões de ouvintes no Spotify. O selo será administrado por Miguel Cariello, que foi nomeado diretor geral e assume a posição de imediato. Considerado um experiente executivo da indústria, Cariello atuava desde 2017, como diretor de conteúdo da Universal Music Brasil. Com sólida carreira na indústria musical, Cariello acumula vasta experiência profissional como executivo em marketing digital, bem como produtor e gerente artístico e de eventos, colaborando com a construção e desenvolvimento das carreiras de alguns dos maiores talentos da música brasileira.
Em agosto de 2021, a gravadora fez uma parceria com o selo fonográfico ROC7, gerenciado pelo rapper Edi Rock, um dos integrantes e fundadores do grupo Racionais MCs. O novo projeto tem como objetivo ser um celeiro de artistas urbanos para a Virgin no Brasil. Miguel Cariello, diretor geral da Virgin Music Brasil, revelou que “desde o início, o segmento urbano faz parte da cultura da Virgin. Agora, na nova parceria com a ROC7, teremos a oportunidade de seguirmos desenvolvendo ainda mais artistas e produtores”. A Virgin lançou em 6 de agosto 2021 o single de estreia “Chega e Senta” do cantor John Amplificado, que ficou na posição Nº 1 do Spotify por oito dias na semana de seu lançamento, acumulando atualmente mais de 18 milhões de streams no Spotify.
A cantora Juliette Freire assinou com a gravadora e juntamente com a Rodamoinho Records, lançou seu extended play homónimo chamado Juliette em 2 de setembro de 2021. O EP alcançou o posto de melhor estreia nacional da história do Spotify no Brasil, atingindo cerca de 5.957.879 milhões de streams em 24 horas após seu lançamento, superando a marca do rapper brasileiro Matuê, que detinha com 4,7 milhões de streams. Ele também alcançou a posição 7º no Apple Music Brasil.
Em setembro de 2021, o Tropkillaz assinou contrato com a Virgin Music Brasil. Sobre futuros lançamentos, a dupla comentou: “Agora, o que nós podemos esperar para 2022? Finalmente um álbum completo, mostrando a nossa trajetória pelo mundo, a bagagem que acumulamos em cinco continentes e mais de 150 músicas lançadas. E, claro, agora com a parceria consolidada na Virgin Music, esse sonho vai se tornar realidade”.. No mesmo mês, a Virgin fez uma parceria com a gravadora HUB Records, subsidiária da Sony Music Brasil e que lançou vários artistas da música eletrônica como Vintage Culture, Dubdogz, KVSH, Cat Dealers, JORD, Felguk, Groove Delight e Almanac. O novo projeto que une as duas empresas tem como objetivo promover ainda mais a música eletrônica brasileira em nível mundial. Rafael Brahma, sócio-diretor administrativo da HUB Records falou a respeito sobre a parceria: “Temos certeza de que tendo a Virgin Music ao lado da HUB Records teremos os recursos necessários para ampliar a atuação dentro do Brasil e fincar de vez a bandeira da dance music brasileira entre os maiores mercados do mundo, aí incluídos a América do Norte, Europa e Ásia”.
Em 2022, a empresa passou a cuidar da distribuição das músicas de Ivete Sangalo. A parceira começou após o lançamento do Macaco Sessions gravado pela cantora.